# Amblyseius swirskii
Amblyseius swirskii ist eine Raubmilbe aus der Familie Phytoseiidae. Sie wird zur biologischen Schädlingsbekämpfung eingesetzt.

## Morphologie
Der tropfenförmige Körper der bewegungsfähigen Stadien dieser 0,5–1 mm großen Raubmilbe ist beige bis rosa gefärbt. Sie sind mit dem bloßen Auge farblich nicht von den verwandten Arten Amblyseius barkeri, Amblyseius cucumeris oder Amblyseius californicus zu unterscheiden. Die Eier von Amblyseius swirskii sind oval, etwa so groß wie die Eier der Spinnmilben und durchsichtig bis weiß gefärbt. Die Jungtiere sind glasig durchsichtig.

## Lebensweise

### Ernährung
Die wärmebedürftige Art hat ein sehr breites Beutespektrum. Dieses umfasst das erste Larvenstadium verschiedener Thripsarten, Eier und das erste Larvenstadium der Weißen Fliege (Trialeurodes vaporariorum) sowie verschiedene Stadien von Spinnmilben, z. B. der Gemeinen Spinnmilbe (Tetranychus urticae). Auch Modermilben (Tyrophagus putrescentiae) oder Blütenpollen werden nicht verschmäht. Im Labor konnte sie sogar in geringem Umfang von den Larven und Eiern der Schildlaus Saissetia oleae leben.

### Lebensbedingungen/Entwicklung
Amblyseius swirskii entwickeln sich gut, wenn die Tagestemperatur regelmäßig 20–22 °C überschreitet. Die Raubmilbe verträgt auch höhere Temperaturen, weshalb sie (im Vergleich z. B. zu Amblyseius cucumeris) trotz deutlich höherer Kosten in den Sommermonaten eine sinnvolle Ergänzung im Nützlingseinsatz unter Glas darstellt. Die Entwicklung vom Ei zur adulten Milbe dauert bei einer Temperatur von 26 °C etwa 5–6 Tage. Pro Weibchen werden im Mittel zwei Eier pro Tag abgelegt.
Jüngere Raubmilbenstadien sind aktiver als ausgewachsene Raubmilben oder Nymphen, die sich (weniger aktiv) auf Beutesuche begeben. Sie lauern ihrer Beute auch auf und saugen sie aus. Amblyseius swirskii zeigt keine Diapause und kann darum auch in den Wintermonaten eingesetzt werden.

## Nützlingseinsatz
Seit den 1970er Jahren wird Amblyseius swirskii als effektiver Prädator (Räuber) der Zitrusrostmilbe (Phyllocoptruta oleivora) in Israel wissenschaftlich untersucht. 1983 wurde sie zur Bekämpfung von Zitrusrostmilben in die USA eingeführt.
Die Raubmilbe wird auch in Deutschland im Gartenbau als Nützling in der gartenbaulichen Produktion unter Glas eingesetzt, wobei ein Einsatz von Amblyseius swirskii als alleinigem Nützling aus Kosten- und Wirksamkeitsgründen nicht zu empfehlen ist. 
Zum Beispiel wird zur Bekämpfung der in vielen Gewächshäusern vorkommenden Weißen Fliege (Trialeurodes vaporariorum) grundsätzlich die Schlupfwespe Encarsia formosa eingesetzt, Amblyseius swirskii wirkt der Weiße-Fliegen-Population zusätzlich entgegen. Bei Spinnmilben kann zwar ein Effekt beim Einsatz von Amlyseius swirskii beobachtet werden, jedoch vertilgt sie nur jüngere Spinnmilbenstadien sowie Eier und geht in die Spinnmilbenherde, solange noch keine Gespinste (wie bei einem starken Befall) vorhanden sind. Bei einem stärkeren Auftreten von Spinnmilben wird deshalb der zusätzliche Einsatz der Raubmilbe Phytoseiulus persimilis notwendig.
Die Nützlingsvertreiber empfehlen Amblyseius swirskii, auch als Swirski-Mite bekannt, vor allem zur Bekämpfung von Thripsen und Weißen-Fliegen-Arten. Nach deren Angaben und Praxiserfahrungen ist sie in Paprika, Gurken, Auberginen, Gerbera und Schnittrosen einsetzbar. Wobei das Vorhandensein von Blütenpollen als alternativer Nahrungsquelle die Etablierung der Population stark fördert. In pollenreichen Kulturen wie Auberginen und Paprika kann Amblyseius swirskii so z. B. eine größere Population aufbauen. In Kulturen ohne Pollen werden Rizinuspflanzen (Ricinus communis) als Pollenspender eingesetzt. Geliefert wird Amblyseius swirskii als loses Streumaterial oder als Tütenware (mit ~250 Raubmilben und Mehlmilben als Futtermilben in einem Kleiegemisch) zum Aufhängen im Bestand.